# انگلاس اوکس (کالیفرنیا)
انگلاس اوکس (به انگلیسی: Angelus Oaks) یک منطقهٔ مسکونی در ایالات متحده آمریکا است که در شهرستان سن برناردینو، کالیفرنیا واقع شده‌است. انگلاس اوکس ۱٫۲۹۵ کیلومتر مربع مساحت و ۳۱۲ نفر جمعیت دارد و ۱٬۷۶۷٫۸۶ متر بالاتر از سطح دریا واقع شده‌است.